# Scheduled monument

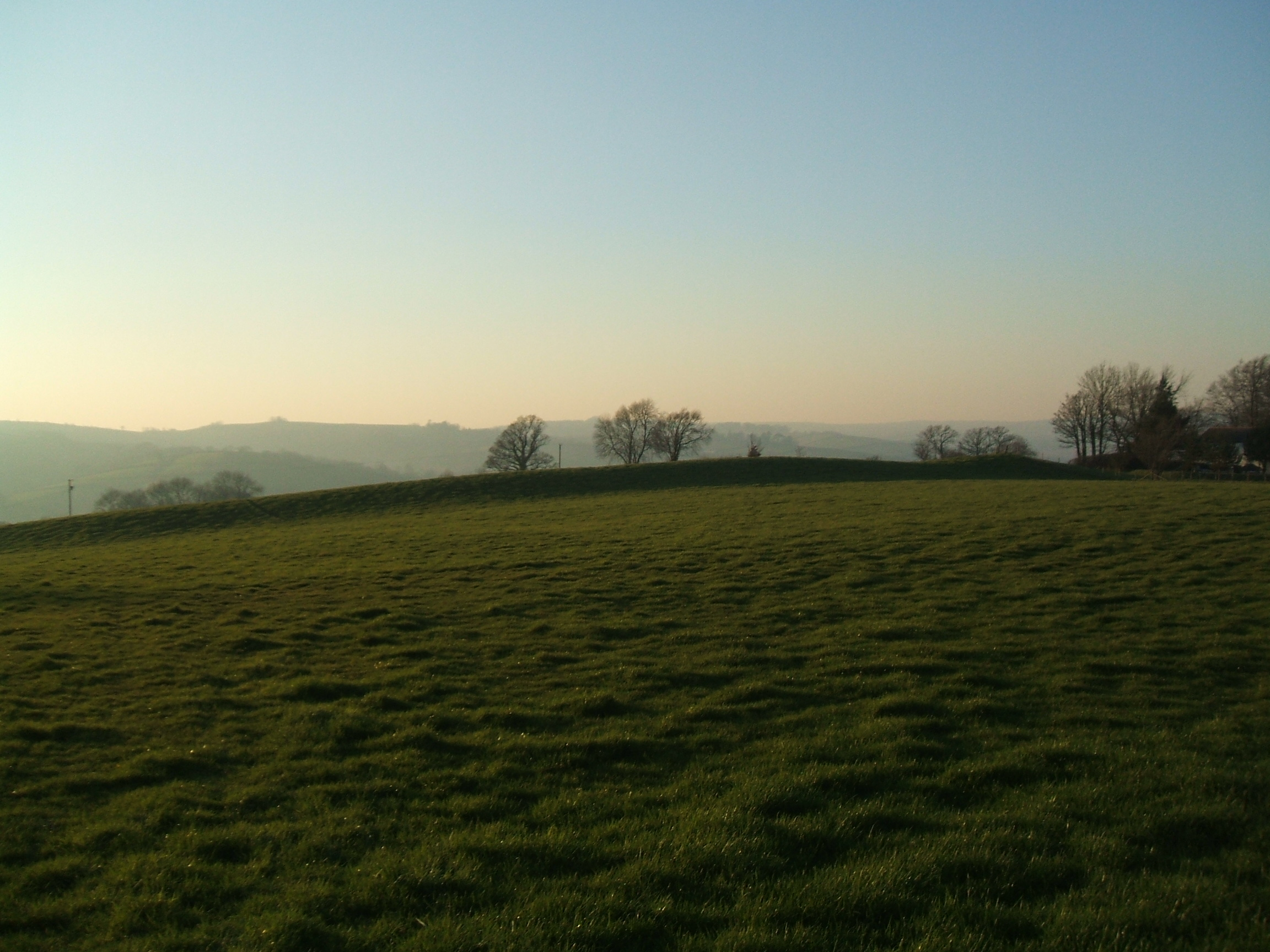
Le Cranmore Castle dans le comté du Devon est un travail de terrassement de l'âge du fer. Comme plusieurs autres scheduled monuments, il se fond dans le paysage ; il est parfois identifié comme un ouvrage artificiel par les gens qui passent à proximité.

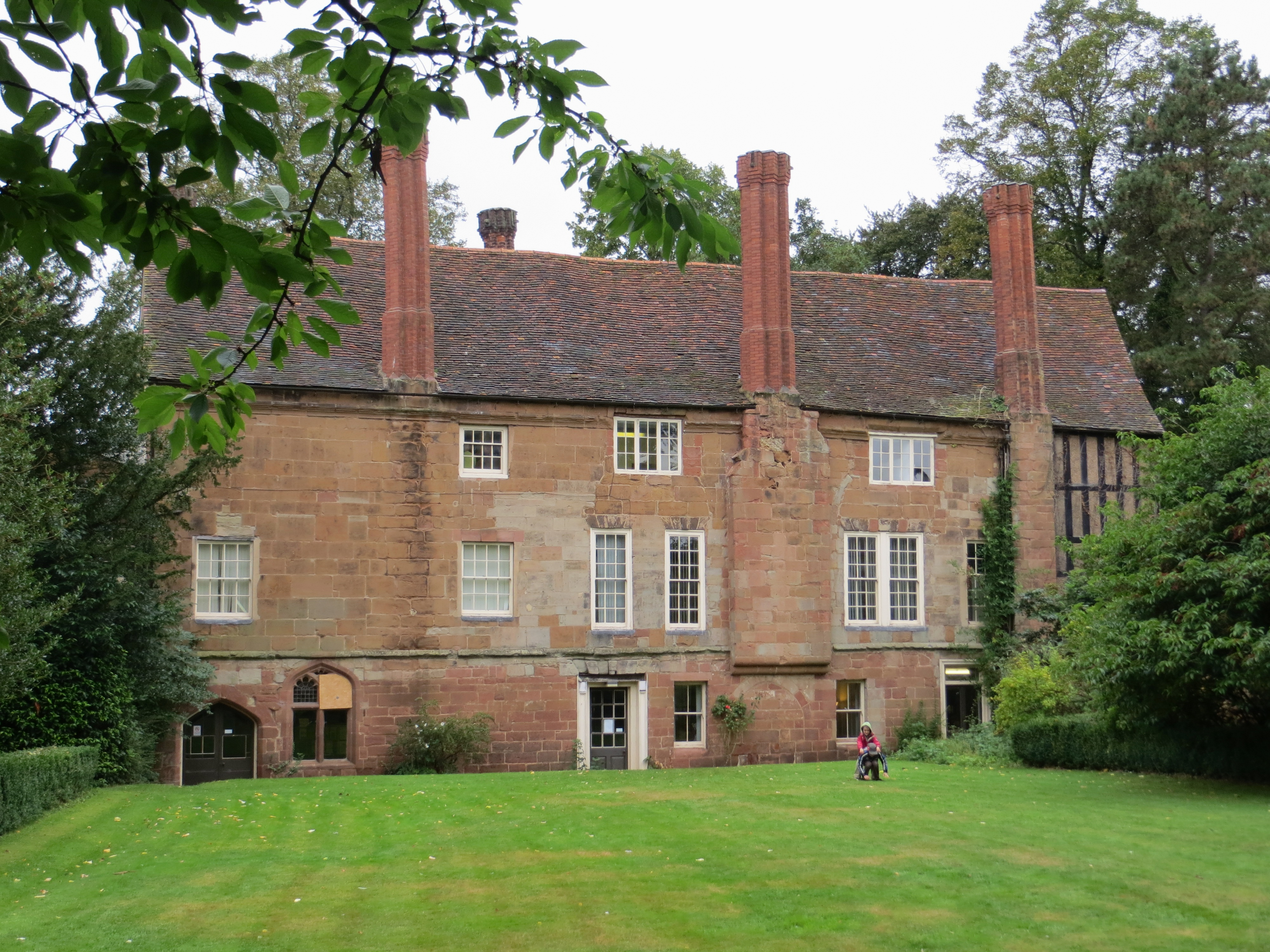
La Chartreuse de Coventry, exemple de bâtiment classé scheduled monument.

Au Royaume-Uni, un scheduled monument est un site archéologique ou un bâtiment historique « d'importance nationale » (nationally important) qui jouit d'une protection contre des modifications non autorisées.
Les lois et règlements qui protègent les biens patrimoniaux des dommages et des destructions sont regroupés sous le terme de designation. La protection des scheduled monuments est attribuée en vertu de l'Ancient Monuments and Archaeological Areas Act 1979 (en) ; elle ne s'applique pas aux biens qui font partie des monuments classés au Royaume-Uni . Un bien patrimonial appartient à un environnement historique précieux à cause de son intérêt historique, archéologique, architectural ou artistique. Seuls quelques-uns de ces biens sont jugés suffisamment importants pour se voir attribuer des protections légales supplémentaires par le biais d'une designation.
En 2010, le Royaume-Uni comprend environ 20 000 scheduled monuments parmi les 37 000 biens patrimoniaux. La plupart, comme les cinq pierres (en) de Duddo, sont des sites archéologiques discrets, quelques-uns, comme la colline fortifiée de Woodhouses, étant toutefois des ruines de grande taille.
Selon l'Ancient Monuments and Archaeological Areas Act 1979 (en), un monument ne peut pas être une structure habitée, servant au culte religieux ou protégé par la Protection of Wrecks Act 1973 (en).